# Kiedy przyszli...
Kiedy przyszli... – wiersz niemieckiego pastora luterańskiego Martina Niemöllera z 1946. Stanowił on krytykę obojętności, jaką mieli wykazywać się intelektualiści i niektórzy duchowni – w tym, jak sam przyznaje, Niemöller – wobec faktu dojścia nazistów do władzy i późniejszej czystce wybranych przez nich grup społecznych.

## Interpretacja
Niemöller podczas swojej przemowy w Kościele Wyznającym we Frankfurcie nad Menem 6 stycznia 1946, tak uzasadniał stanowisko odnośnie bierności wobec działań władz III Rzeszy:

...ludzie, których umieszczano wtedy w obozach, byli komunistami. Kto się o nich troszczył? Wiedzieliśmy o tym, pisano o tym w gazetach. Kto podniósł głos, może Kościół Wyznający? Myśleliśmy: komuniści, ci przeciwnicy religii, ci wrogowie chrześcijan – „czy mam być stróżem brata mego?”
Potem pozbyli się chorych, czy jak ich określali „nieuleczalnych”. Pamiętam rozmowę, jaką odbyłem z osobą, która twierdziła, że jest chrześcijaninem. Powiedziała: Może i dobrze, ci nieuleczalnie chorzy po prostu kosztują państwo, są wyłącznie ciężarem dla siebie i dla innych. Czy nie byłoby najlepiej dla wszystkich zainteresowanych, gdyby zostali usunięci ze środka [społeczeństwa]? Dopiero wtedy kościół jako taki zwrócił na to uwagę.
Potem zaczęliśmy mówić, ale nasze głosy ponownie zostały uciszone publicznie. Czy możemy powiedzieć, że nie jesteśmy winni?
Prześladowania Żydów, sposób, w jaki traktowaliśmy kraje okupowane, czy to w Grecji, w Polsce, w Czechosłowacji czy w Holandii, o wszystkim pisano w gazetach. Wierzę, że my, chrześcijanie Wyznającego Kościoła, mamy wszelkie powody, by powiedzieć: mea culpa, mea culpa! Możemy sobie to wyperswadować pod pretekstem, że gdybym się odezwał, kosztowałoby mnie to głowę.
Woleliśmy milczeć. Z pewnością nie jesteśmy bez winy i ciągle zadaję sobie pytanie, co by się stało, gdyby w roku 1933 lub 1934 – musiała istnieć taka możliwość – 14 000 protestanckich pastorów i wszystkie wspólnoty protestanckie w Niemczech broniły prawdy aż do ich śmierci? Gdybyśmy wtedy powiedzieli, to nie jest w porządku, kiedy Hermann Göring po prostu umieszcza 100 000 komunistów w obozach koncentracyjnych, aby pozwolić im umrzeć. Mogę sobie wyobrazić, że być może od 30 000 do 40 000 protestanckich chrześcijan miałoby obcięte głowy, ale mogę też sobie wyobrazić, że uratowalibyśmy 30–40 000 milionów ludzi, ponieważ tyle nas to teraz kosztuje.

## Treść
Najpopularniejsza wersja wiersza:

Kiedy naziści przyszli po komunistów, milczałem,

nie byłem komunistą.

Kiedy zamknęli socjaldemokratów, milczałem,

nie byłem socjaldemokratą.

Kiedy przyszli po związkowców, nie protestowałem,

nie byłem związkowcem.

Kiedy przyszli po Żydów, milczałem,

nie byłem Żydem.

Kiedy przyszli po mnie, nie było już nikogo, kto mógłby zaprotestować.

W oryginale:

Als die Nazis die Kommunisten holten, habe ich geschwiegen,

ich war ja kein Kommunist.

Als sie die Sozialdemokraten einsperrten, habe ich geschwiegen,

ich war ja kein Sozialdemokrat.

Als sie die Gewerkschafter holten, habe ich nicht protestiert,

ich war ja kein Gewerkschafter.

Als sie die Juden holten, habe ich geschwiegen,

ich war ja kein Jude.

Als sie mich holten, gab es keinen mehr, der protestieren konnte.

### Inne wersje
Istnieją kontrowersje dotyczące wymienionych grup i kolejności, w jakiej pojawiają się w tekście. Oprócz Żydów, komunistów, socjaldemokratów i związkowców pojawiają się nieuleczalnie chorzy, Świadkowie Jehowy, mieszkańcy okupowanych krajów, katolicy, szkoły, prasa i Kościół. Wynika to stąd, że Niemöller od 1946 wplatał powyższy tekst do swoich przemówień i często go modyfikował. Poza tym niektóre źródła cytują ludzi przytaczających wypowiedzi Niemöllera, co wprowadza dodatkowy zamęt. O różnych wersjach tego słynnego cytatu można przeczytać na stronie profesora Marcuse, naukowca specjalizującego się w historii III Rzeszy.
Według Fundacji im. Martina Niemöllera pierwotna wersja wiersza brzmiała:

Kiedy naziści przyszli po komunistów, milczałem,

nie byłem komunistą.

Kiedy zamknęli socjaldemokratów, milczałem,

nie byłem socjaldemokratą.

Kiedy przyszli po związkowców, nie protestowałem,

nie byłem związkowcem.

Fragment, który prawdopodobnie nie pojawił się w pierwotnej wersji, ale był często dodawany przez Niemöllera po trzecim wersecie, przynajmniej po 1945, jest następujący: „Gdy przyszli po Żydów, milczałem, nie byłem Żydem”.